# NGC 4500
| Galáxia espiral NGC 4500 |                                                                   |
|                          |                                                                   |
| Dados do catálogo:       |                                                                   |
| Classificação do objeto: | SBa                                                               |
| Brilho superficial       | 12,8                                                              |
| Massa (Sol=1)            | ----                                                              |
| Outras denominações:     | UGC 7667, MCG+10-18-062, MRK 213, H I-234, h 1311, PGC 41436, etc |

NGC 4500 é uma galáxia espiral localizada a cerca de cento e oitenta milhões de anos-luz (aproximadamente 55,18 megaparsecs) de distância na direção da constelação de Ursa Maior. Possui uma magnitude aparente de 12,3, uma declinação de +57º 57' 52" e uma ascensão reta de 12 horas, 31 minutos e 22,1 segundos.